# Lussanvira
Lussanvira is een geslacht van hooiwagens uit de familie Gonyleptidae.
De wetenschappelijke naam Lussanvira is voor het eerst geldig gepubliceerd door Mello-Leitão in 1935. 

## Soorten
Lussanvira is monotypisch en omvat slechts de volgende soort:
- Lussanvira marmorata